# Hengdian Group
Hengdian Group («Хэндянь Груп») — китайский частный многопрофильный конгломерат, основные интересы которого сконцентрированы в сфере электроники, электротехники, фармацевтики, здравоохранения, киноиндустрии, телевидения, туризма и других услуг. Основан в 1975 году, штаб-квартира расположена в Хэндяне (уезд Дунъян провинции Чжэцзян). 

## История
В 1975 году Сюй Вэньжун открыл в Хэндяне шёлковую фабрику, а в 1978 году — текстильную фабрику. В 1980 году бизнесмен начала производство магнитов, в 1984 году объединил свои активы в компанию Hengdian Industrial, в 1989 году основал завод Dongyang Organic Synthetic Chemical Manufacturing, а в 1990 году — завод Dongyang Yongan Chemical. В 1996 году Сюй Вэньжун основал киностудию Hengdian World Studios и построил свою первую съёмочную площадку. Доходы от коммерческой деятельности Hengdian Group вкладывала в дороги, школы и больницы родной провинции.
В 2001 году Сюй Вэньжун передал управление над Hengdian Group своему сыну Сюй Юнаню. В 2004 году компании Hengdian Group, Warner Bros. и China Film Group Corporation создали совместное предприятие в сфере кинобизнеса.

## Деятельность
Hengdian Group является крупнейшим в мире производителем твердого и мягкого феррита, базальтового волокна и композитов на основе базальтового волокна, вибрационных микродвигателей для мобильных телефонов; группа владеет крупнейшей в мире киностудией (на ней снимается четверть кинофильмов и телесериалов Китая, в том числе 2/3 исторических драм). Кроме того, Hengdian Group является акционером China Zheshang Bank, Qihoo 360 и Focus Media.
- Магнитные, силиконовые и керамические материалы (в том числе неодимовые магниты), базальтовое волокно, композиты из базальтового волокна, инженерные пластмассы. Крупнейшими клиентами группы являются Apple, Samsung Electronics, Huawei, Tesla и Bosch[14].
- Осветительные приборы (в том числе бытовые и уличные светодиодные светильники, автомобильное освещение), микродвигатели для мобильных телефонов, аудио оборудование для автомобилей, железнодорожного транспорта, телевизоров и другой бытовой электроники. Крупнейшими клиентами группы являются Alstom, General Electric и Permobil[15].
- Микропроцессоры и другие элементы для солнечных панелей, аккумуляторы и контейнеры для них[16].
- Активные фармацевтические ингредиенты и готовые лекарственные препараты под брендами Bai Shi Xin и Tian Li Wei[17][18].
- Медицинское оборудование и устройства, в том числе электрические инвалидные коляски, хирургическое, стоматологическое и ортопедическое оборудование[19].
- Сеть частных больниц общего профиля в провинции Чжэцзян[20].
- Сельскохозяйственные химикаты, в том числе пиридиновые и метилпиридиновые пестициды[21].
- Киностудия в Хэндяне с более чем 100 съёмочными площадками, декорациями и павильонами; прокат костюмов, реквизита и кинооборудования; подбор артистов и массовки; тематический парк развлечений на основе киностудии (отели, рестораны, магазины и развлекательные шоу)[22][23][24][25][26].
- Производство и дистрибуция фильмов, телесериалов и телешоу, сеть кинотеатров (более 400 кинотеатров на 3 тыс. экранов в 28 провинциях Китая), проведение кинофестивалей[27][28][29][30].
- Финансовые услуги (в том числе брокерские услуги, консалтинг, управление активами, инвестиции, кредитование)[31].
- Импортно-экспортные операции (в том числе экспорт электроники, электротехники и фармацевтики, импорт сырья)[32].
- Авиационные услуги (в том числе управление аэропортами, частные авиаперевозки и обучение пилотов)[33].
- Операции с недвижимостью, жилищное строительство, коммунальные услуги, розничная торговля, логистика и образование[34].

### Кинопроизводство
Крупнейшими проектами компании Hengdian Entertainment, включая дочернюю студию Hengdian Chinese Film Production, являются художественные фильмы «Любовь разорвет нас на части» (2013), «Рок герой» (2015), «Маленький красный цветок» (2020), «Привет, мама» (2021) и «Сестра» (2021), мультфильмы «Король обезьян: герой вернулся» (2015) и «Медведи Буни: Дикая жизнь» (2021), телешоу «В погоне за мечтой», «Антияпонский герой Ци Цзигуан» и «Дистанционное взаимодействие».

## Структура
В состав Hengdian Group входят шесть публичных компаний и несколько других аффилированных структур: 

### Листинговые компании
- DMEGC Magnetics (Дунъян) — производство магнитных и редкоземельных материалов (в том числе ферритов), солнечных панелей, литиевых аккумуляторов и вибрационных двигателей. Оборот в 2021 году — 12,6 млрд юаней[36].
- Nanhua Futures (Ханчжоу) — брокерские операции с фьючерсами, консалтинговые услуги, управление активами и фондами. Оборот в 2021 году — 10,5 млрд юаней[37].
- Apeloa Pharmaceutical (Дунъян) — производство активных фармацевтических ингредиентов и различных препаратов (в том числе сердечно-сосудистых, противоинфекционных, противоопухолевых, психотропных и иммунотерапевтических). Заводы расположены в Дунъяне, Цюйчжоу, Дунчжи и Вэйфане, исследовательские центры — в Хэндяне, Ханчжоу и Шанхае. Оборот в 2021 году — 8,94 млрд юаней[38].
- TOSPO Lighting (Дунъян) — производство светотехнической продукции для автомобилей, улиц и домов (в том числе светодиодных ламп). Оборот в 2021 году —5,27 млрд юаней[39].
- Innuovo Technology (Цзиньхуа) — производство магнитных и редкоземельных материалов (в том числе неодимовых магнитов), двигателей, пожарного и логистического оборудования, инвалидных колясок и скутеров. Оборот в 2021 году — 3,76 млрд юаней[40].
- Hengdian Entertainment (Дунъян) — управление сетью кинотеатров, производство и дистрибуция фильмов и телесериалов, рекламные услуги. Оборот в 2021 году — 2,36 млрд юаней[41].

### Другие компании
- Xinna Material Science and Technology — производство полупроводниковых, кремниевых и полимерных материалов, прецизионной керамики и пластин из композитных материалов. Заводы расположены в Дунъяне, Чжанпине, Фынъяне и Цзыгуне.
- GBF Basalt Fiber — производство базальтового волокна.
- Tospo Engineering Plastics — производство полипропилена, АБС-пластика, капрона, нейлона, полибутилентерефталата, поликарбоната и полилактида.
- Trefan Audio Technology — аудио оборудование для автомобилей и бытовой электроники (в том числе динамики и наушники). Заводы расположены в Дунъяне и Жуйцзине, исследовательский центр — в Шэньчжэне.
- Avilive Chemical — производство пестицидов и гербицидов. Заводы расположены в провинциях Цзянсу (Ляньюньган), Чжэцзян и Шаньдун.
- Wedu Medical — производство оборудования для стоматологии, общей и пластической хирургии.
- Hengdian Wenrong Hospital — больница общего профиля в Хэндяне.
- Jinhua Wenrong Hospital — больница общего профиля в Цзиньхуа.
- Hengdian World Studios — крупнейшая в мире студия для съёмок кинофильмов и телесериалов, а также крупнейший в стране тематический парк, посвящённый кино (на территории комплекса работает более 30 съёмочных баз, более 100 студий, более 40 отелей, магазины и рестораны).
- Hengdian Film Industrial Park Service — услуги по созданию и продвижению фильмов, сериалов и цифрового контента.
- Hengdian Film and Television Service — услуги по созданию фильмов и телепрограмм (бронирование отелей и съёмочных площадок, подбор актёров, каскадёров, дублёров, массовки и съёмочных групп, аренда техники, реквизита, транспорта и животных).
- Hengdian Film Property Exchange — финансирование кинопроизводства, покупка прав на фильмы и сериалы.
- Hengdian Omnimedia Technology — производство наружной и внутренней рекламы; разработка корпоративного имиджа; продвижение бренда; дизайн книжек и рекламной продукции; проведение выставок, свадеб и других мероприятий; прокат костюмов, реквизита, сцен, кино и телеаппаратуры; фото и видео съёмка.
- Hengdian Sports Development — организация и проведение спортивных мероприятий и выставок, управление спортивными объектами.
- Hengdian College of Film & Television — подготовка технических специалистов (операторов, монтажёров, декораторов, менеджеров кино и туризма).
- Hengdian Capital Management — управление инвестициями и активами, инвестиционный консалтинг.
- Dongyang Jinniu Small Loan — кредитование малых и средних предприятий, фермеров и частных предпринимателей.
- Hengdian Import and Export — экспорт лекарств, пищевых добавок, пестицидов, ламп, магнитных материалов, динамиков, наушников, базальтового волокна и алмазных пил; импорт химического сырья, пластмасс, одежды и вина.
- Dongyang Yite Trading — торговля сельскохозяйственным и металлургическим сырьём (в том числе каучуком, сталью и цветными металлами).
- Hengdian Airport — управление и эксплуатация коммерческого аэропорта в Хэндяне.
- Avieast General Aviation — коммерческие авиаперевозки, техническое обслуживание бизнес-джетов и обучение пилотов.
- Haludo Commercial & Trade — сеть супермаркетов, универмагов и складских комплексов.
- Hengdian Group Real Estate Development — инвестиции в недвижимость (жилые и коммерческие комплексы в городах Цзиньхуа, Ханчжоу, Сучжоу и Чанша, гольф-клубы и магазины).
- Dongheng Construction Technology — строительство и производство строительных материалов.
- Hengdian Urban Public Service — коммунальные услуги (в том числе газоснабжение, водоснабжение, электроснабжение, отопление, очистка сточных вод, озеленение и обучение вождению).
- Hengdian Wenrong Experimental School — частная двуязычная школа (имеет три кампуса: детский сад, начальную школу и среднюю школу).
- Hengdian Senior Middle School — частная средняя школа.
- Dongyang Hengdian Group Kindergarten — частный детский сад.

## Галерея

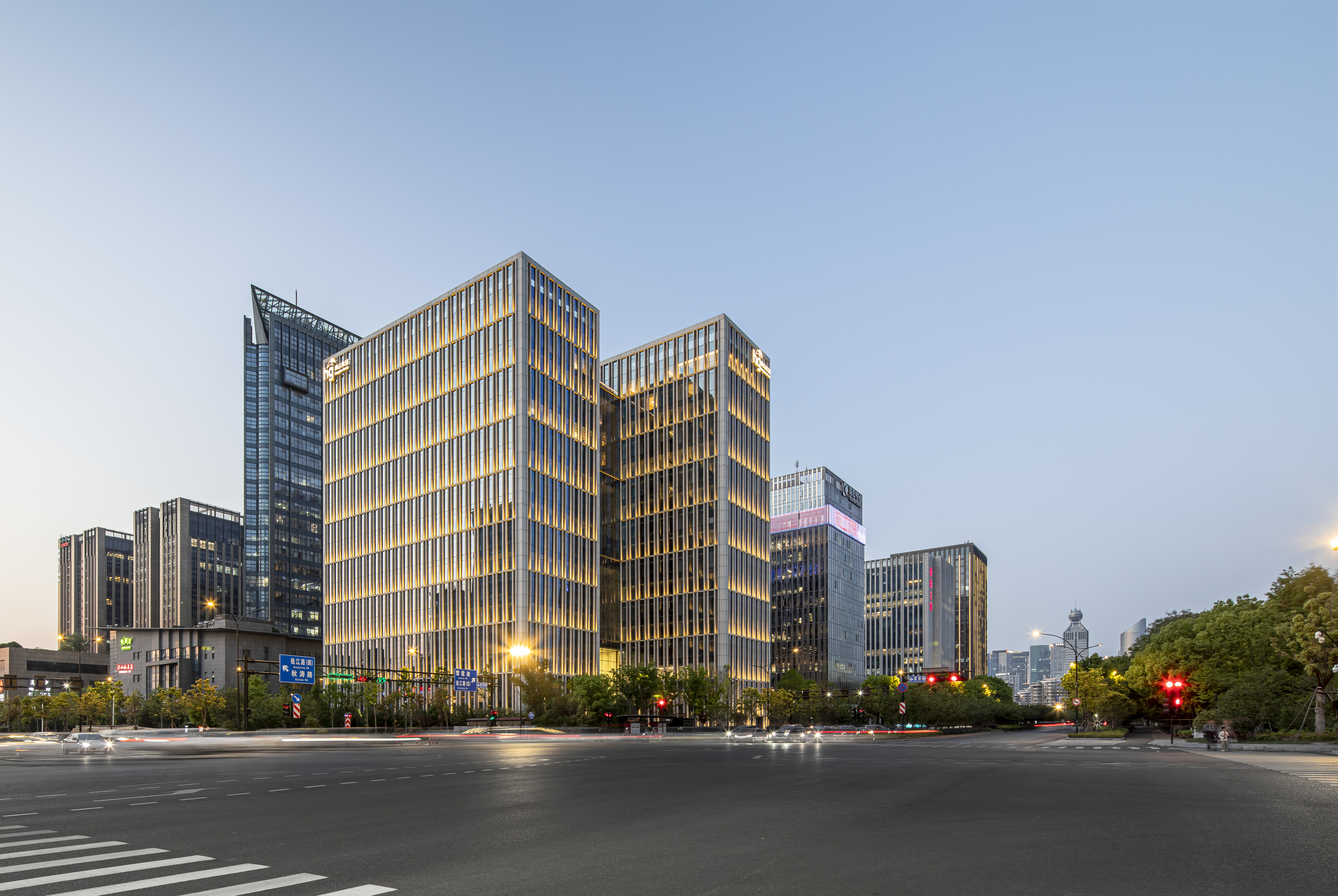
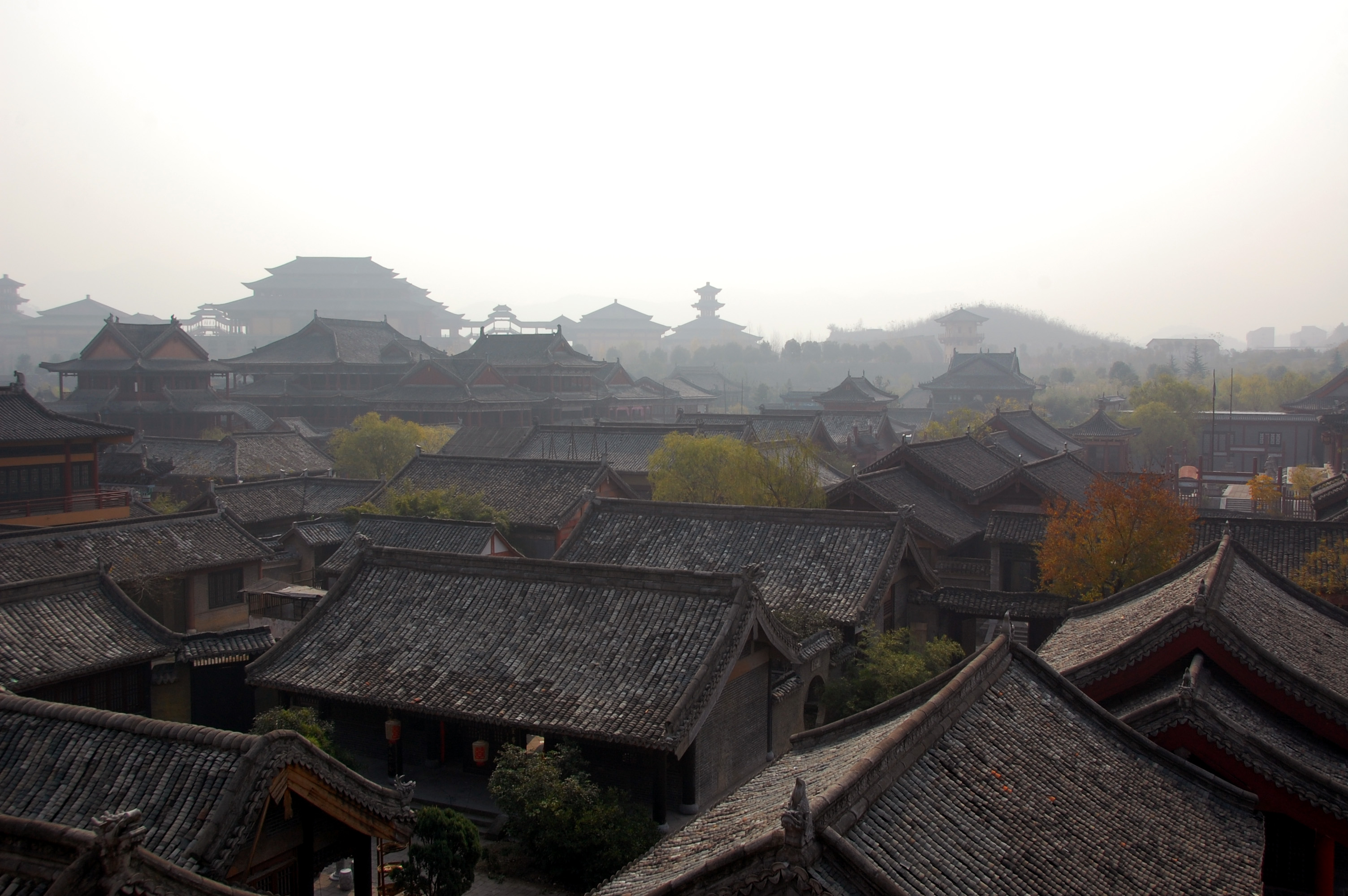
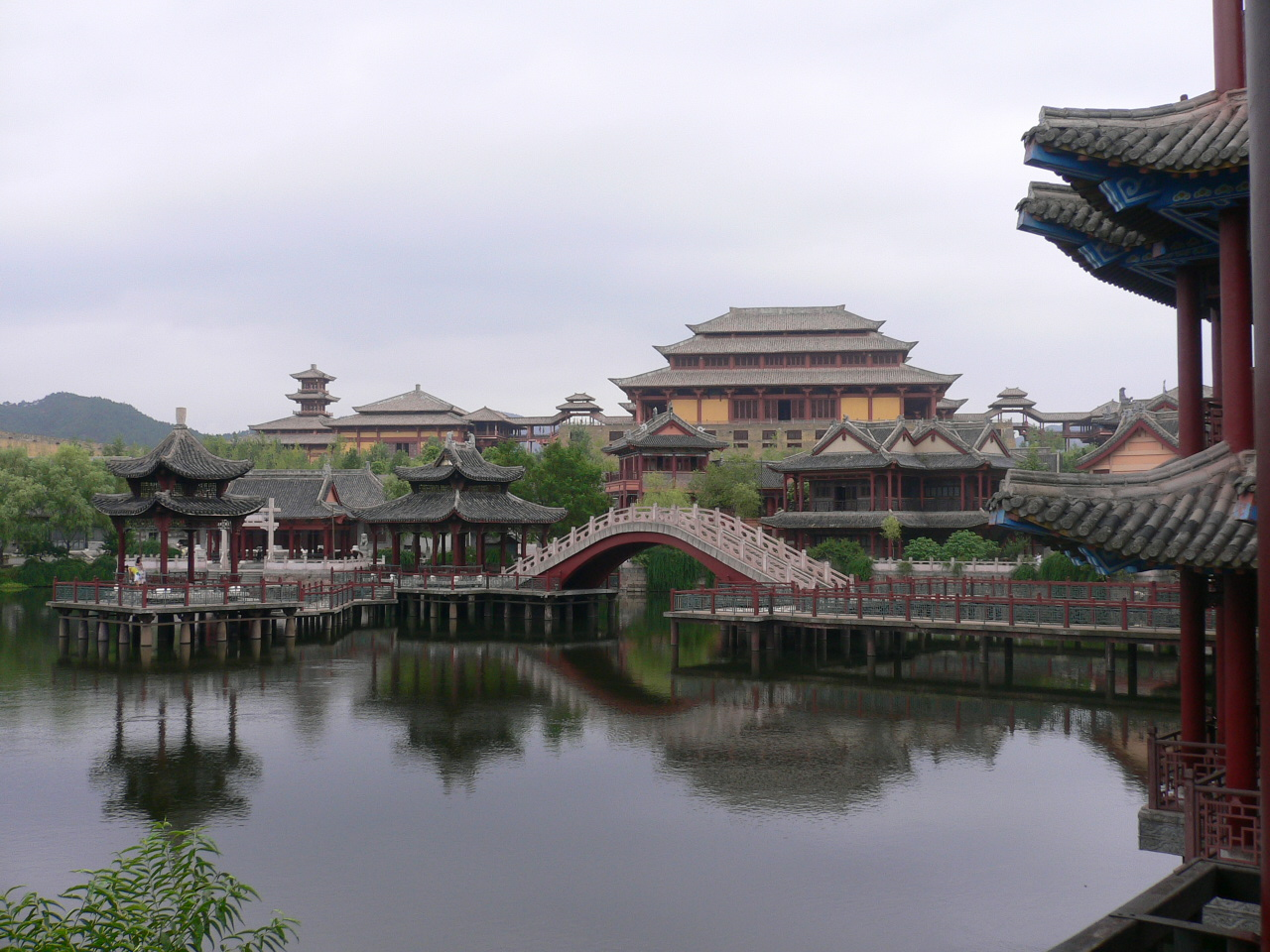
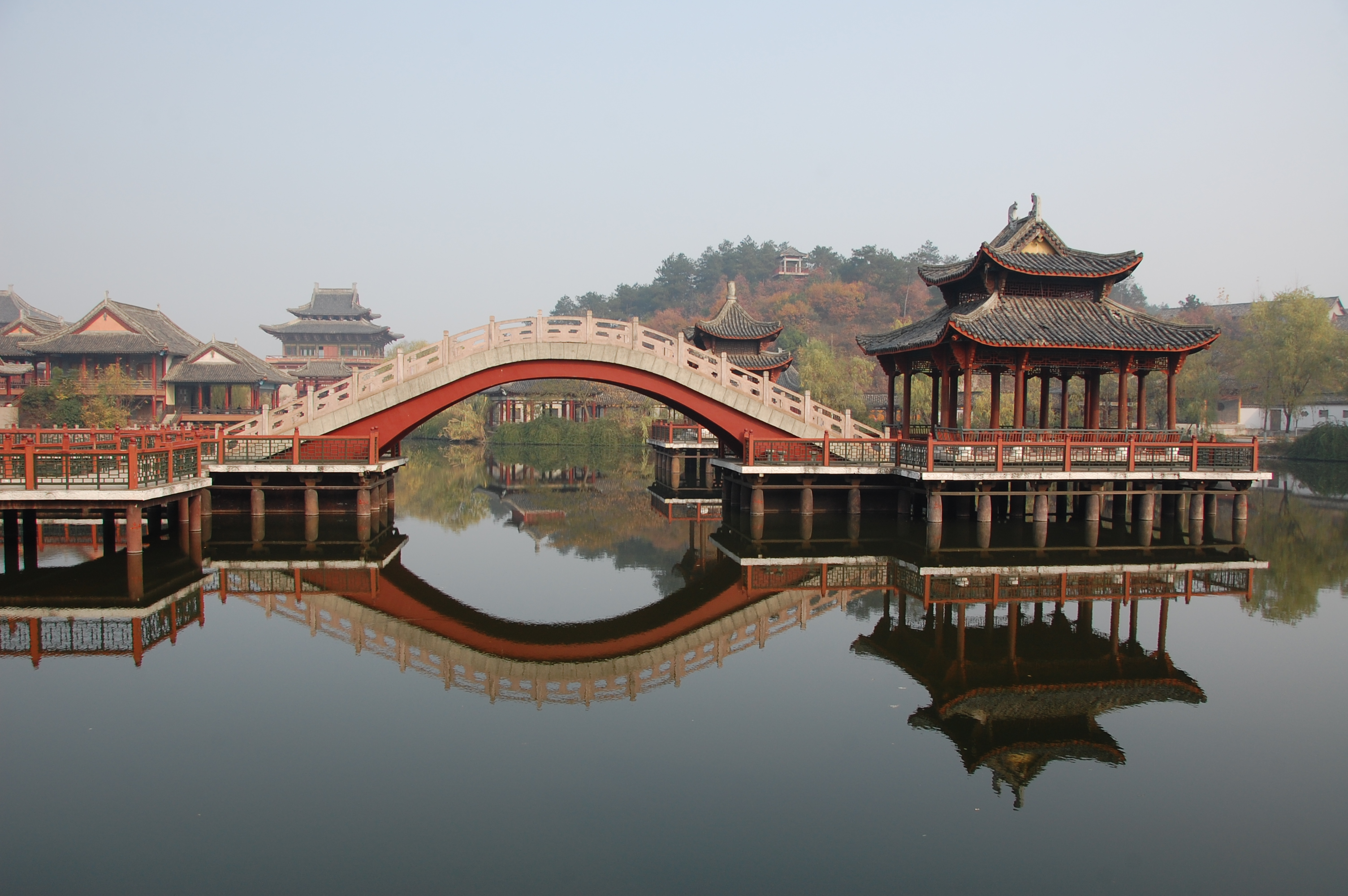
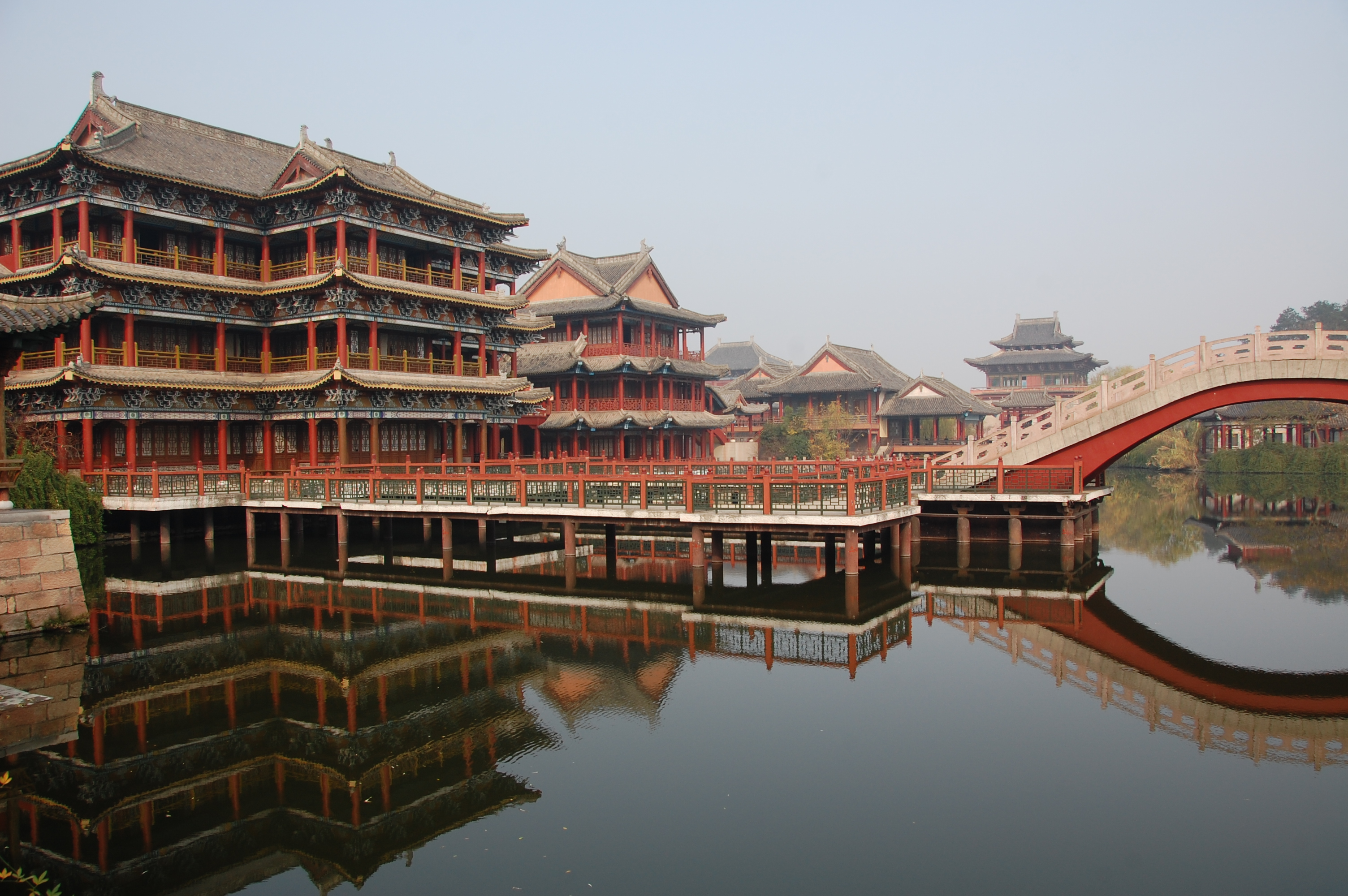
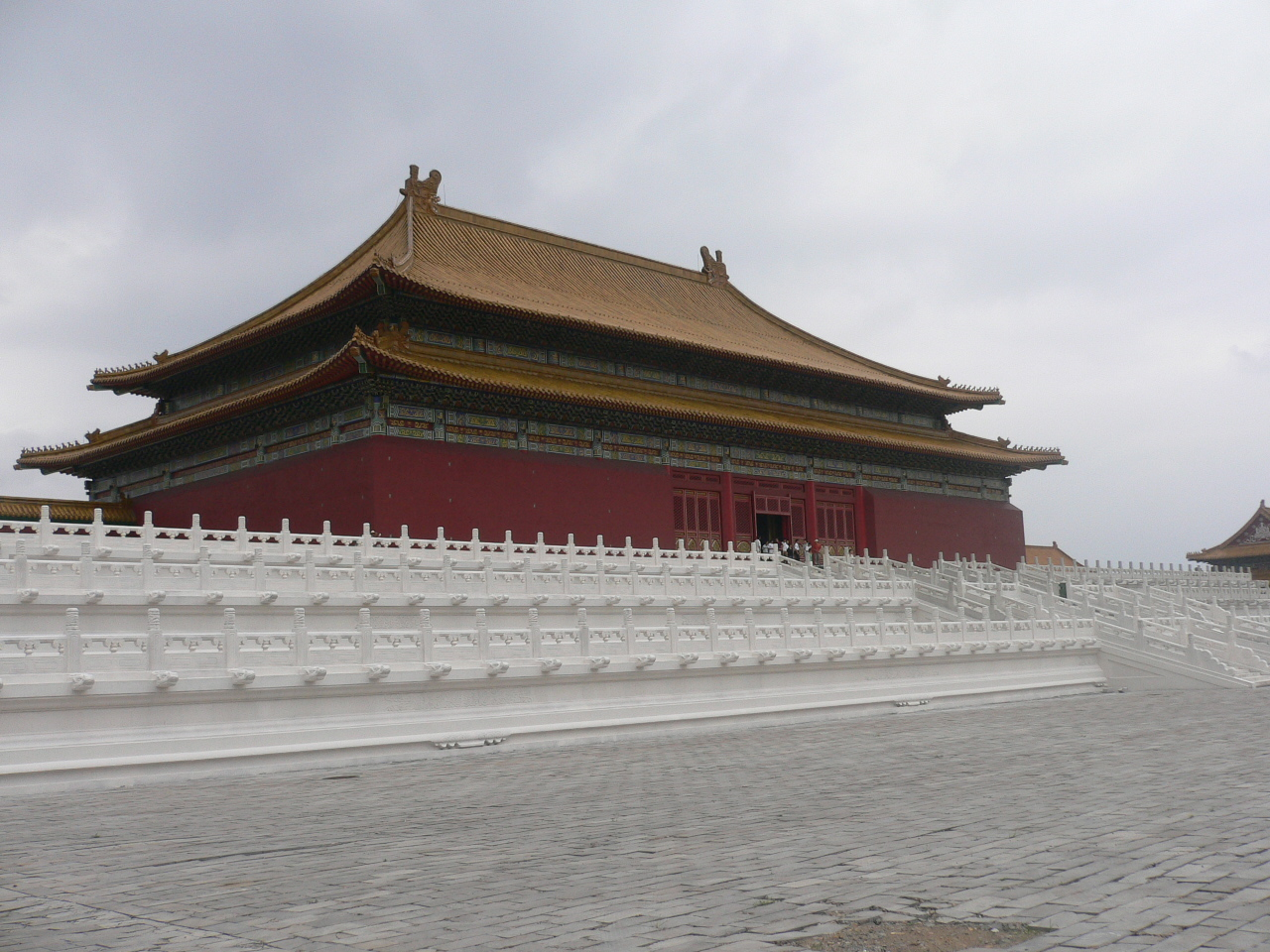
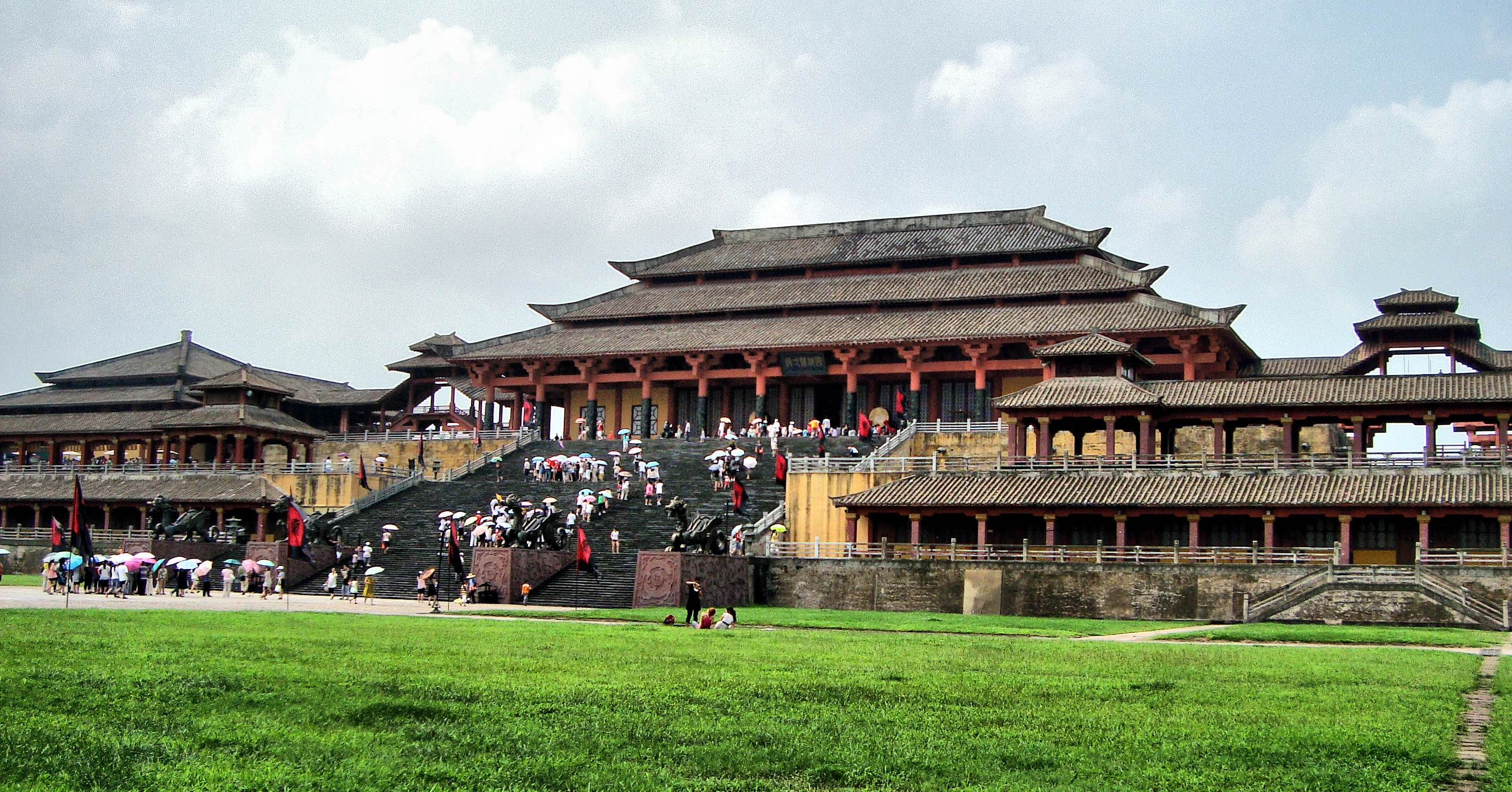
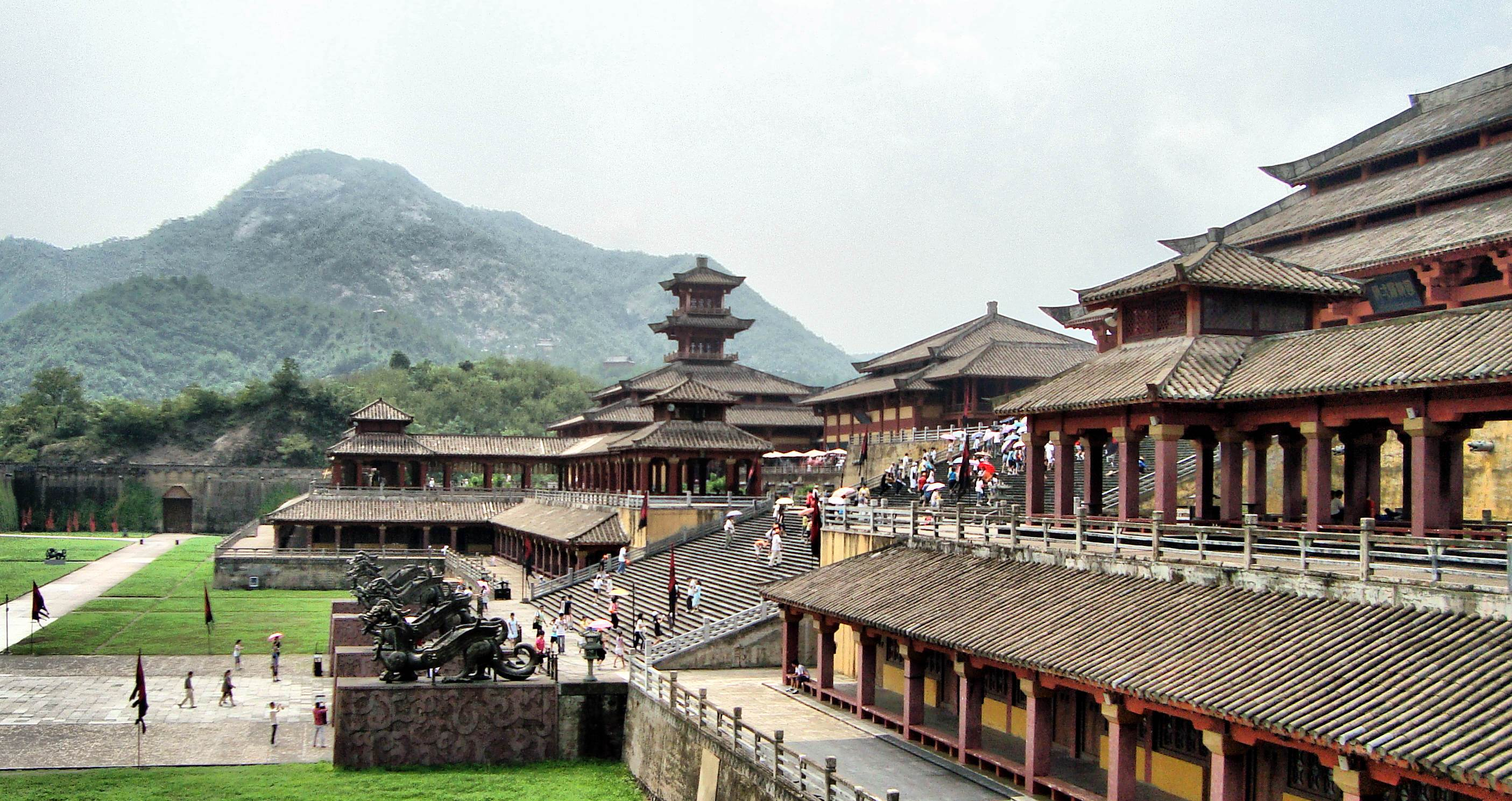
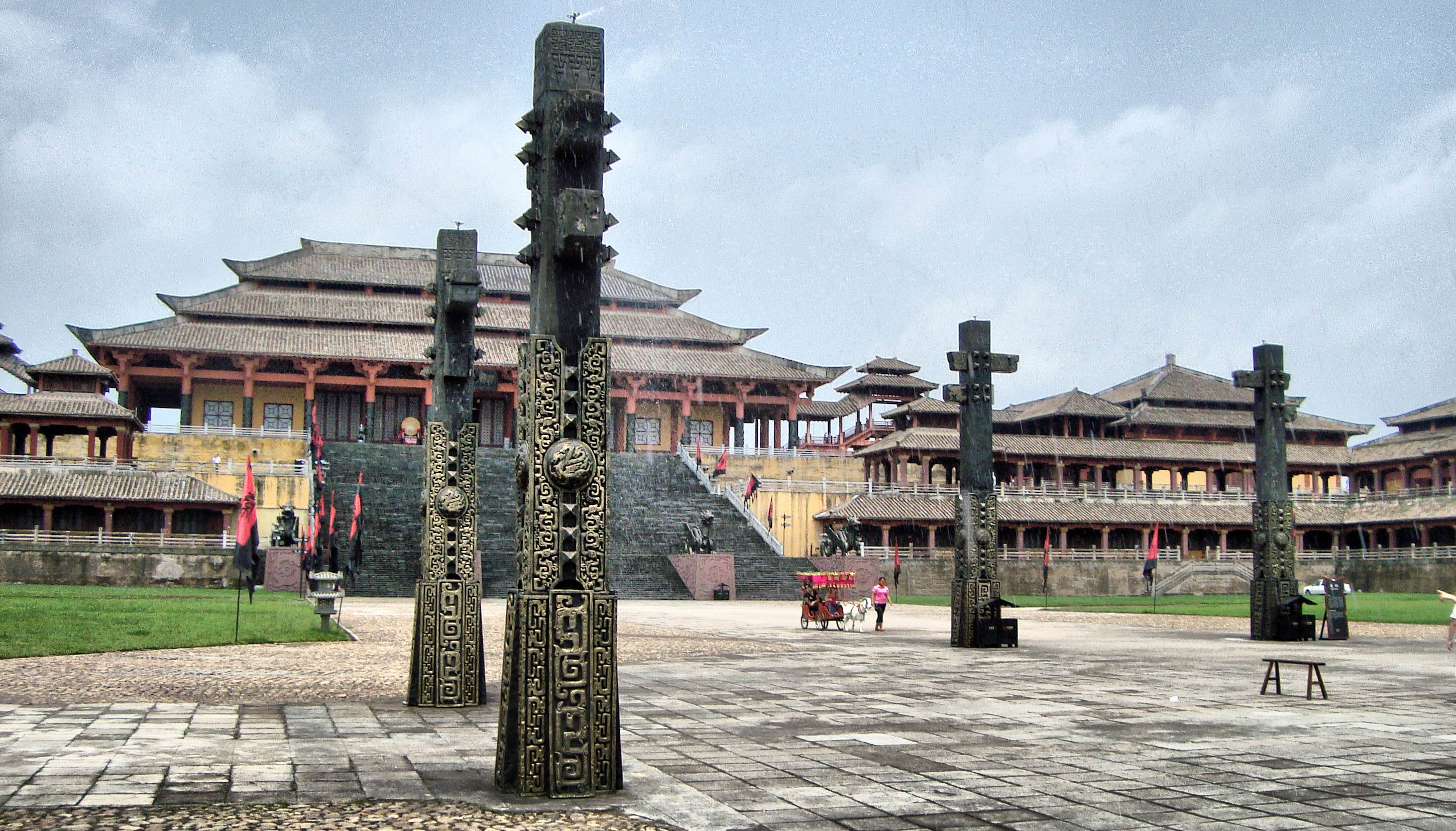
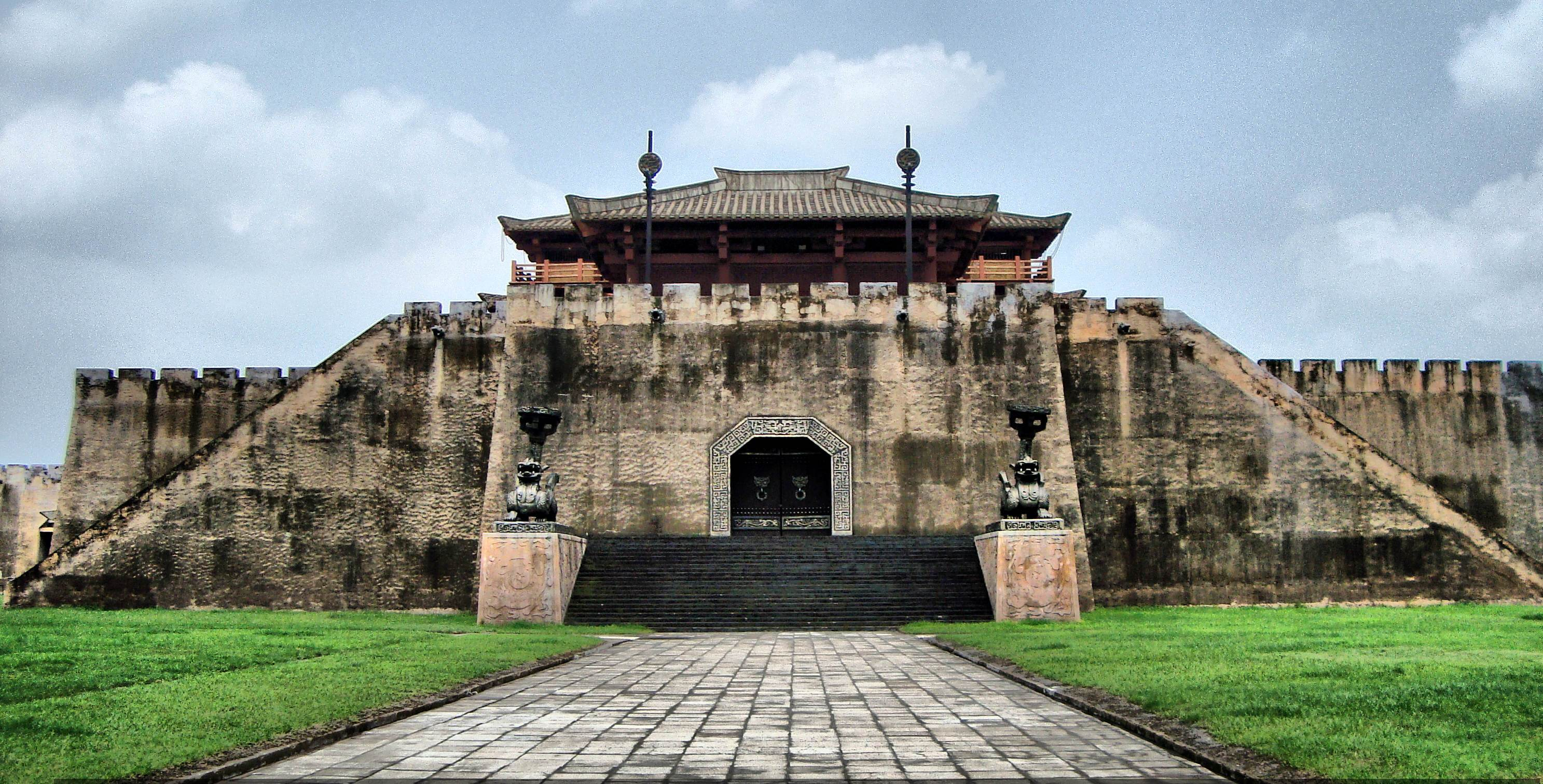
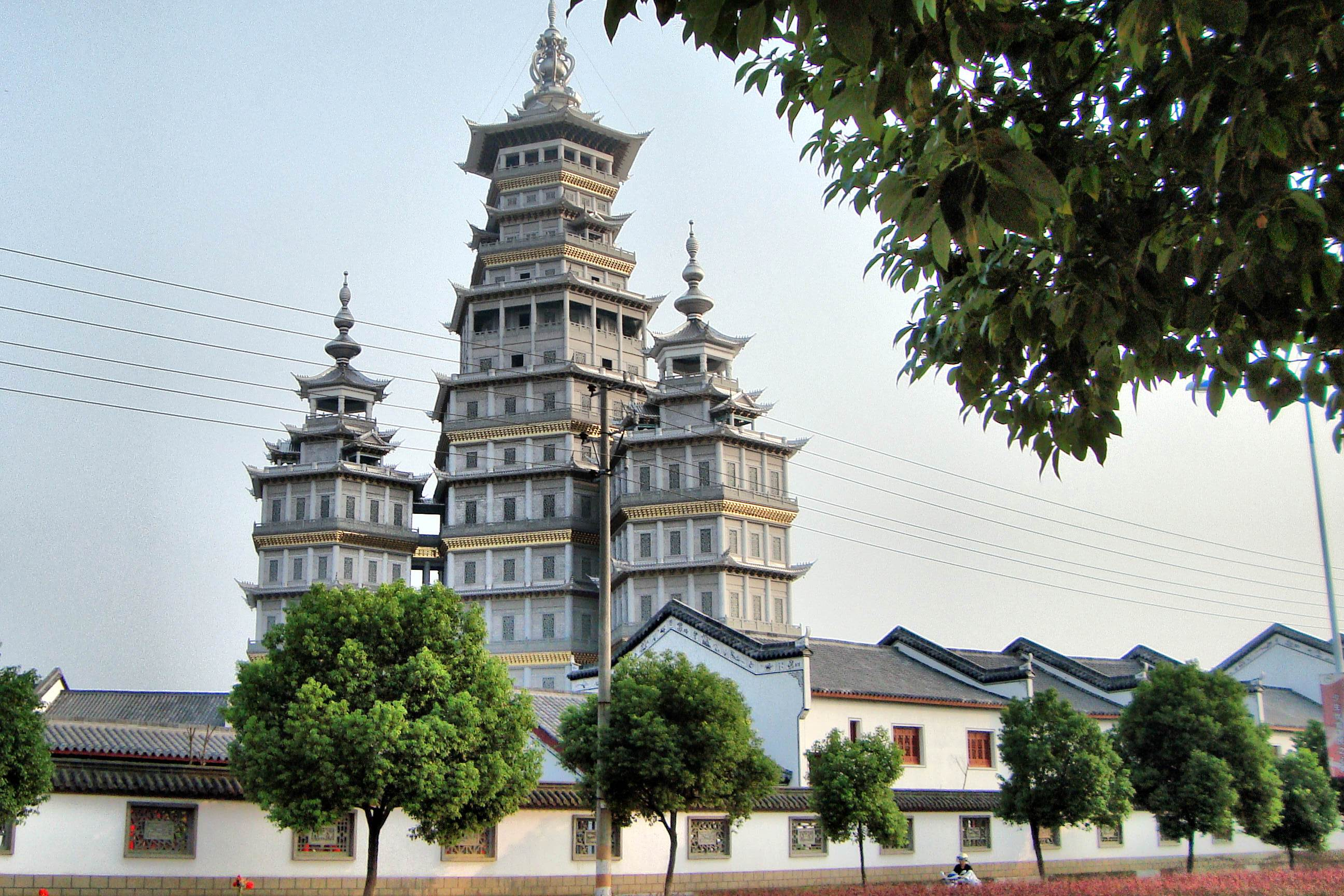
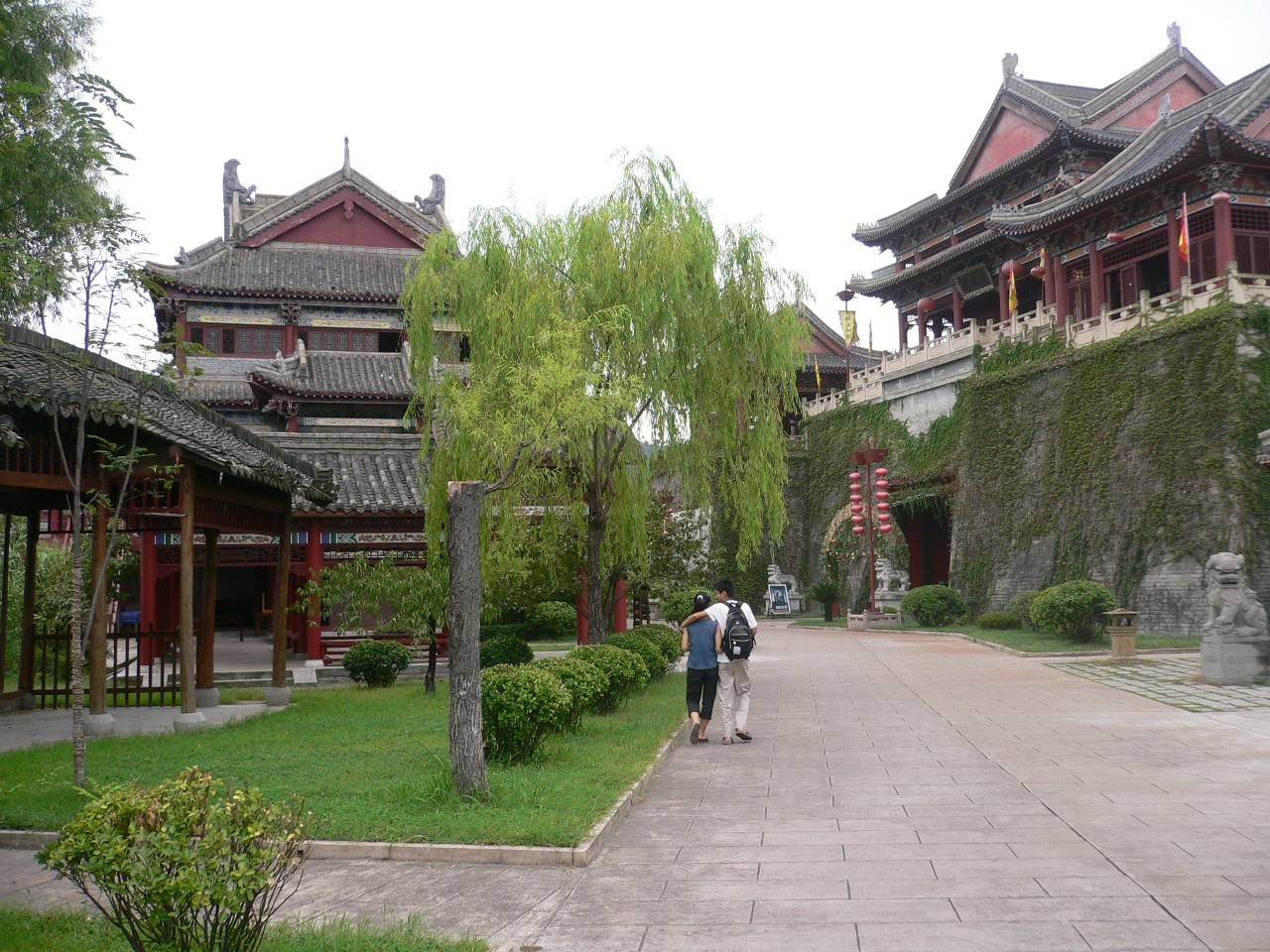
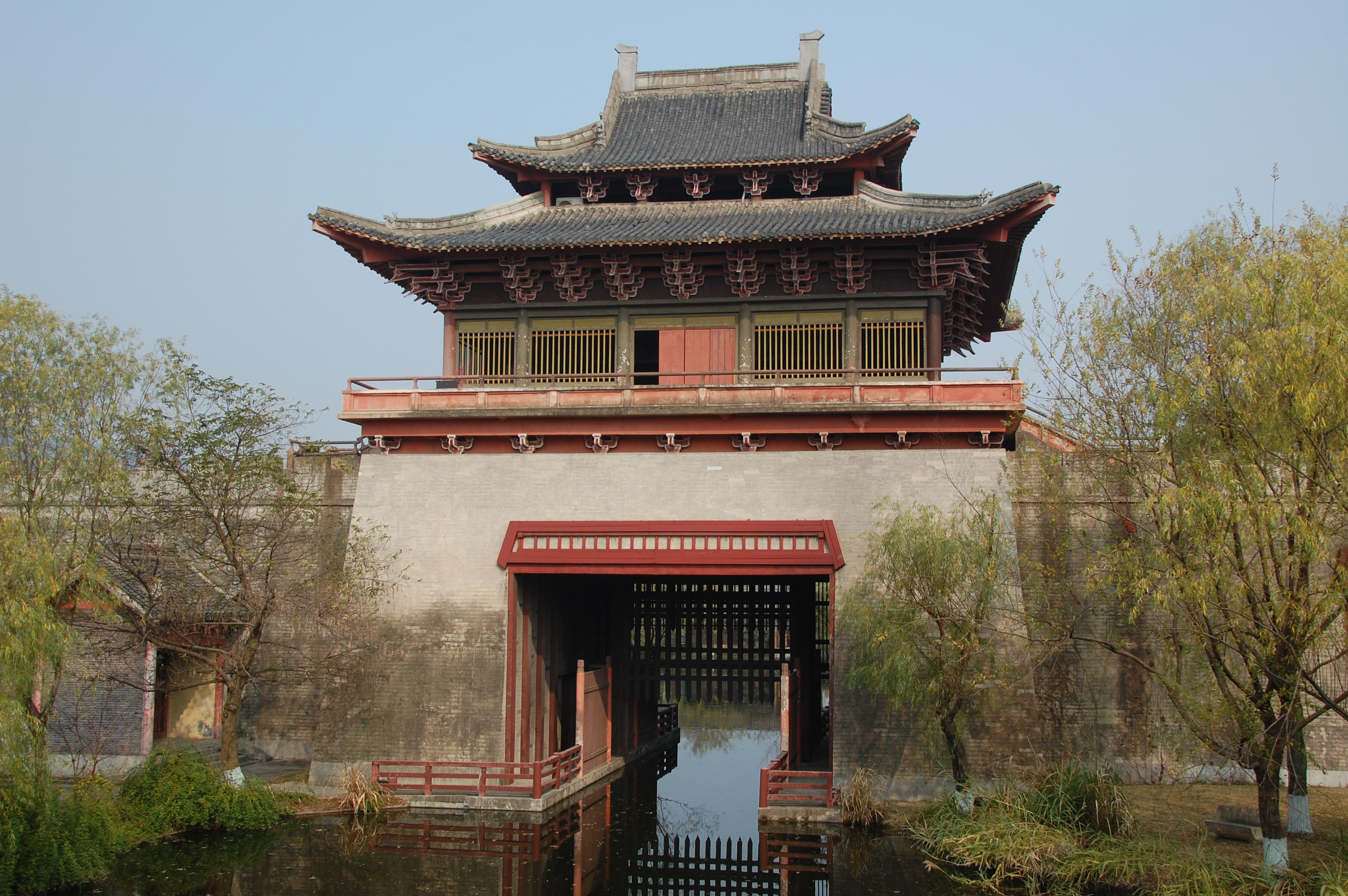
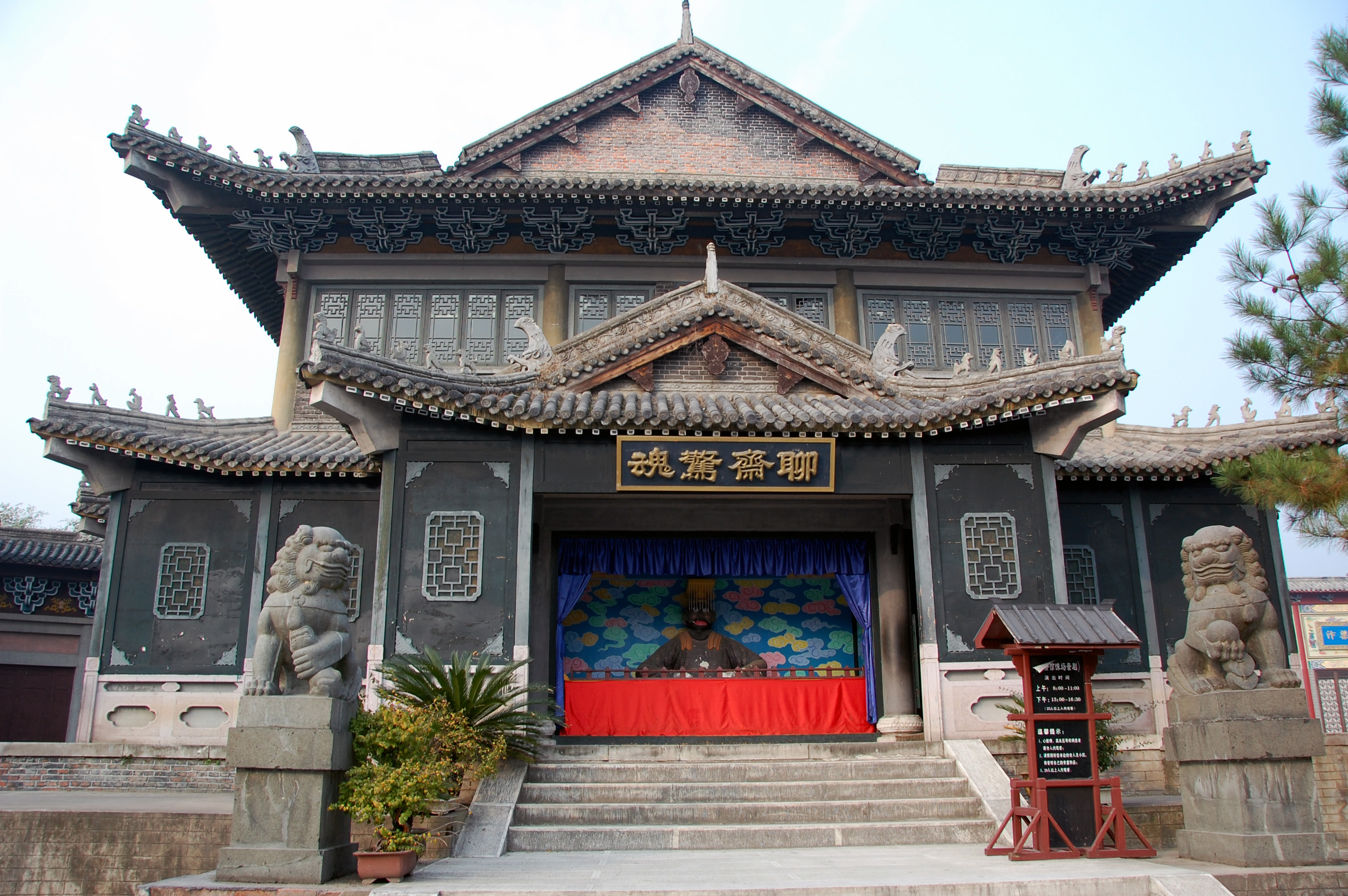
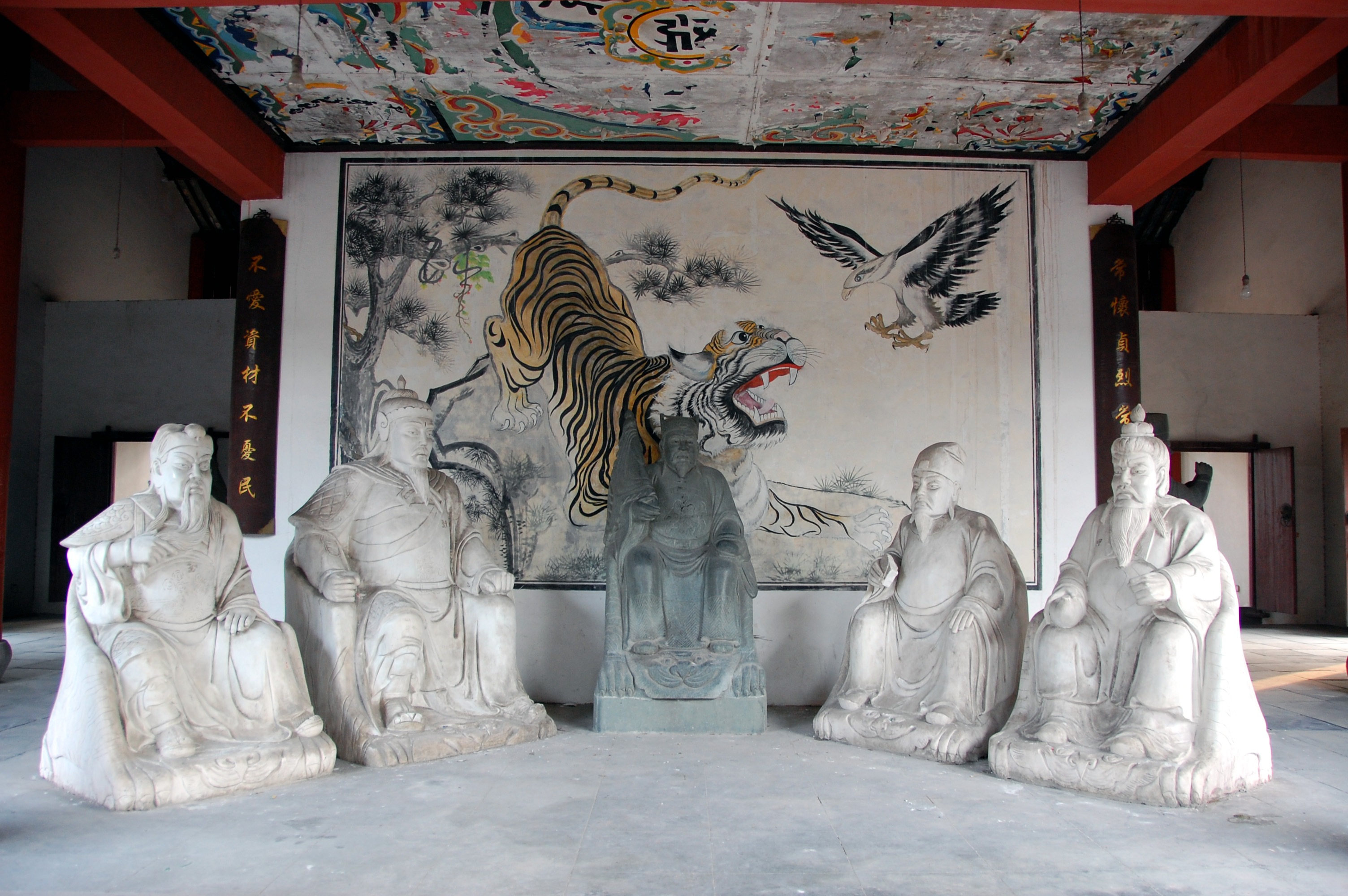